# Hutspot

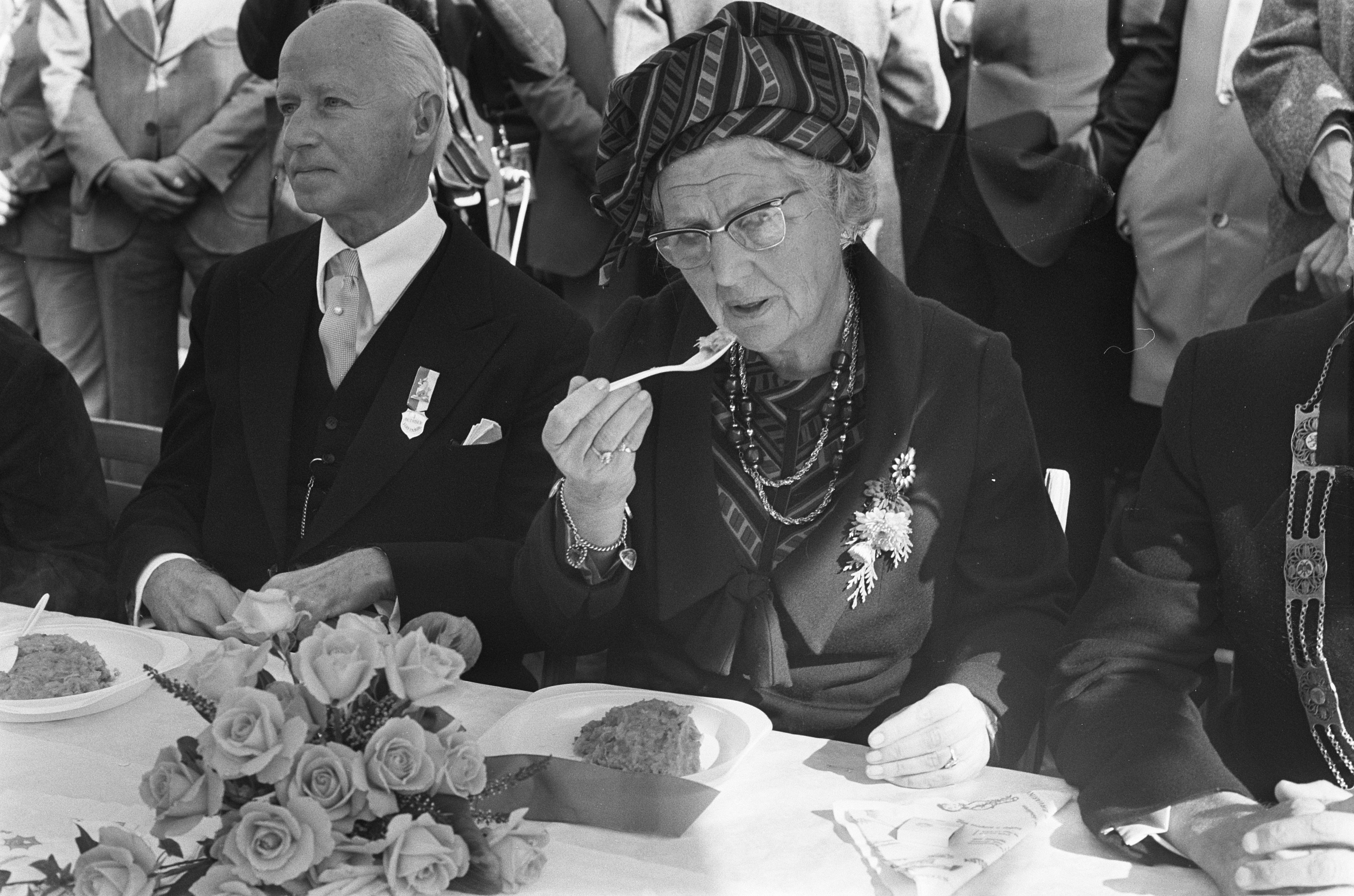
Koningin Juliana eet hutspot op 3 oktober 1974

Hutspot, ook wel peen en uien, wortelstamppot, wortelstoemp (Vlaams en Limburgs) of peestamp (Brabants) genoemd, is een typisch Nederlands wintergerecht. Het wordt gemaakt door aardappelen, wortelen (meestal winterpeen) en uien samen gaar te koken – eventueel met laurierblad en peperkorrels en zure appel – en het geheel daarna te stampen tot een stamppot.
Hutspot gaat traditioneel vergezeld van gekookt klapstuk of al dan niet gerookt spek, waarbij de wortelen en uien in het kookvocht worden gegaard.

## Geschiedenis
Hutspot bestond als gerecht in de Lage Landen al voordat de aardappel in Europa bekend was. En mogelijk ook voordat de wortel, die afkomstig is uit Iran, hier gangbaar werd. De hutspot die in 1574 bij het Leidens ontzet werd gegeten, bevatte pastinaak als basis. In Vlaanderen wordt dit gerecht stamppot genoemd, in Brussel stoemp. Soms gaan er ook witte- of bruine bonen door.

## Betekenis in Nederland en Vlaanderen
Het Groene Boekje zet de woorden 'hutspot' en hutsepot op één regel en beschouwt ze dus als twee aanvaarde schrijfwijzen van hetzelfde woord. In Vlaanderen wordt met 'hutsepot' echter een ander gerecht bedoeld, namelijk een stoofschotel in bouillon.